# Copa de Campeones de Europa 1955-56
La Copa de Campeones de Europa 1955-56 fue la primera edición de la Copa de Clubes Campeones Europeos de fútbol, más conocida como Copa de Europa, denominada así hasta 1992, cuando la competición se reestructuró y pasó a llamarse Liga de Campeones de la UEFA. En ella participaron un total de dieciséis equipos, uno por cada región invitada a participar.
La competición surgió por una iniciativa del diario francés L'Équipe, que contó con la cooperación de diversos dirigentes europeos, entre los que se encontraban Santiago Bernabéu y Raimundo Saporta para darle proyección, y que finalmente organizó la UEFA, que en un principio estaba más centrada en crear una competición a nivel europeo de selecciones.
Denominada oficialmente en francés: Coupe des Clubs Champions Européens, se conoció popularmente desde entonces como Copa de Europa desde que se le diese forma en la reunión celebrada en abril.
El equipo vencedor de esta primera edición fue el Real Madrid Club de Fútbol español tras vencer al Stade de Reims de Francia en el Stade Parc des Princes de París por cuatro goles a tres, en un partido en el que el conjunto francés llegó a tener una ventaja de 2-0. En esta primera edición se anotaron 123 goles en 29 partidos, lo que da una media de 4,37 goles por encuentro.

## Antecedentes
Previo a la instauración de la Copa de Clubes Campeones Europeos existían dos competiciones precursoras ya establecidas a nivel europeo: la Copa Mitropa, impulsada por la Asociación Austríaca de Fútbol en 1927 y donde participaban clubes del centro y este del continente, y la Copa Latina, promovida por la Real Federación Española de Fútbol en 1949 y donde contendían equipos del sur. Otra fue la Copa de las Naciones, organizada por el conjunto suizo del Servette Genève en 1930, que no tuvo mayor proyección.
En 1948 se disputó el Campeonato Sudamericano de Campeones de carácter amistoso, precedente de la Copa Libertadores de América y competición equivalente en Sudamérica, el cual, por su impacto mediático, inspiró a los periodistas franceses del diario deportivo L'Équipe Gabriel Hanot, Jacques Ferran y Jacques de Ryswick a concebir el desarrollo de un torneo continental europeo a nivel de clubes pero de carácter oficial. En 1954 impulsó su fundación el Wolverhampton Wanderers de Inglaterra, que, como campeón de la Football League First Division, disputó siete partidos amistosos en su estadio contra equipos internacionales, como el Spartak de Moscú y el Budapest Honvéd (formado por varios de los integrantes del «equipo de oro»; finalizó invicto y venció a seis. Tras estos resultados, los diarios británicos lo ensalzaron de manera desmesurada:

“English football is still the genuine, original, unbeatable article... still the best of its kind in the world”
“El fútbol inglés sigue siendo el genuino, el original, un género imbatible... sigue siendo el mejor de su clase en el mundo"

“Wolves the Great” / “Wolves champions of the world”
“Wolves el Grande” / “Wolves campeones del mundo“
Titulares del Daily Express, Daily Mirror y Daily Mail. Diciembre de 1954. Londres

Tras las publicaciones, que hacían especial hincapié en la victoria sobre los húngaros y cuya segunda parte retransmitió la cadena British Broadcasting Corporation (BBC) para darle un mayor alcance, Hanot respondió desafiante a las afirmaciones británicas:

“No, Wolverhampton n'est pas encore le champion du monde des clubes. Avant de déclarer qu'il Wolverhampton est invincible, les laisser aller à Moscou et à Budapest. Et il y a d'autres clubs de renommée internationale: Milan et Real Madrid pour ne nommer que deux. Un championnat du monde des clubs, ou au moins un Européen —plus grande, plus significative et plus prestigieux que la Coupe Mitropa et plus original que une compétition pour les équipes nationales— devrait être lancé.”

“No, el Wolverhampton no es aún el campeón del mundo de clubes. Antes de declarar que el Wolverhampton es invencible, deben ir a Moscú y a Budapest. Y hay otros clubes de renombre internacional: Milán y Real Madrid, por nombrar dos. Un campeonato mundial de clubes, o al menos uno europeo —más grande, más significativo y más prestigioso que la Copa Mitropa y más original que una competición para los equipos nacionales— debe ser lanzado.”
Gabriel Hanot. Diciembre de 1954. París

Tras sus declaraciones, cuyo testigo recogieron también otros periodistas franceses, Hanot se reunió con Ferran, de Ryswick y el director de L'Équipe Jacques Goddet, quienes comenzaron a concretar el plan donde los campeones de las diferentes ligas europeas pudiesen enfrentarse y determinar quién merecía legítimamente la hegemonía del fútbol europeo. La Copa Mitropa y la Copa Latina eran insuficientes para dirimir las discrepancias surgidas. Pese a que la FIFA, máximo organismo futbolístico, no se involucró, sí dio su aprobación al torneo expresando lo siguiente:

“The organisation of such a tournament is not subject to the prior agreement of FIFA, whose Statutes (Art. 38) only concern competitions between representative teams of national associations... I have no doubt that, if it is possible to reconcile the dates of this tournament with the busy calendar of the national championships and international matches, this event will be extremely interesting and very successful.
FIFA does not need to get involved. It is up to the clubs themselves to organise their competitions.”

“La organización de un torneo de este tipo no está sujeta a la autorización previa de la FIFA, cuyos estatutos (Art. 38) sólo se refieren a las competiciones entre equipos representativos de asociaciones nacionales ... no tengo ninguna duda de que, si es posible reconciliar las fechas de este torneo con el nutrido calendario de los campeonatos nacionales y los partidos internacionales, este evento será muy interesante y muy exitoso. 
 la FIFA no tiene que involucrarse. Corresponde a los propios clubes organizar sus competiciones.”
Rodolphe William Seeldrayers y Jules Rimet. Presidente y expresidente de la FIFA.

## Desarrollo

### Bases
Pese a los contratiempos surgidos en su organización, se pudieron asentar algunas bases, no todas, para que la competición pudiese echar a andar y se dejó el resto para la temporada siguiente tras observar la verdadera proyección e impacto del torneo.

BASES
1.º “Dieciséis equipos serán invitados a la competición, uno por cada federación afiliada, siendo seleccionados por los organizadores. Además, cada club participante deberá tener la aprobación previa de su federación nacional correspondiente, y estará organizada bajo la autoridad y responsabilidad de la UEFA. El nombre de la competición no podrá contener el apelativo de "Europa" al estar reservado para competiciones que involucren a equipos nacionales.

2.º Se seguirá el protocolo de los partidos internacionales antes del comienzo de cada encuentro. Los equipos saldrán juntos al terreno de juego detrás del trío arbitral y se interpretará el himno nacional de cada club antes del comienzo del mismo.

3.º Éstos se disputarán entre semana para no influir en el devenir de los respectivos campeonatos nacionales, y se jugarán, a ser posible y siempre que las instalaciones así lo permitan, bajo iluminación artificial.

4.º Cada equipo presentará once jugadores para su disputa no pudiendo realizarse sustituciones durante el transcurso del encuentro, con la excepción del portero y sólo bajo la circunstancia de que éste sufriese un contratiempo o lesión. Dichos jugadores deberán pertenecer legalmente al club en cuestión y deberá notificar al comité organizador sus representantes previo comienzo del torneo.

5.º El vencedor conservará el trofeo que le acredita como mejor equipo europeo hasta la edición siguiente, fecha en la que deberá devolverlo a la organización para una nueva disputa. Así mismo, quedará automáticamente clasificado para la fase final de la edición sucesiva independientemente de si resultase o no campeón en su campeonato nacional correspondiente.

6.º La competición seguirá el tradicional formato de copa, esto es con fases eliminatorias, teniendo en cuenta el resultado global de las mismas para determinar al vencedor. Los emparejamientos de dichas eliminatorias se establecerán, con la excepción de los octavos de final consensuados por el comité organizador, bajo sorteo entre todos los participantes, jugando dos encuentros uno en cada campo de juego de los contendientes. En el caso de empate en el global de una eliminatoria se jugará un partido de desempate en un terreno neutral acordado por los dos rivales con la excepción de la final que se disputará a partido único.

7.º Cada ronda de la competición deberá ser resuelta antes de las fechas dictaminadas por el comité organizador, a saber: de agosto a octubre para los octavos de final, de noviembre a enero los cuartos de final, de febrero a abril las semifinales, y celebrándose la final en fecha a decidir entre mayo y junio.

8.º Cada equipo correrá con unos gastos iniciales, paliados posteriormente con las recaudaciones en taquilla de cada partido y cuyos ingresos se repartirán en caso de haber beneficios de la siguiente manera:
     a) Un 5% de las recaudaciones en taquilla de cada partido irán destinados a la Federación del club visitado.
     b) Un 50% a repartir entre cada equipo.
     c) Un 30% irá destinado a un fondo común a repartir finalmente entre todos los clubes participantes y proporcionalmente a los partidos disputados.
     d) Un 5% para gastos generales destinados a la organización para velar por el correcto funcionamiento y desarrollo de la competición.”
Consejo Directivo de la UEFA. París. Abril y Junio de 1955.

Con posterioridad, la UEFA amplió la participación libre a cada federación que quisiera presentar a su equipo campeón tras la reunión celebrada el 21 de junio en París. Así, tras el impulso de un puñado de equipos y del diario francés, la UEFA asumió finalmente su organización. El organismo europeo confirmó las bases respetando los participantes expuestos y las eliminatorias dispuestas, con algún ligero contratiempo durante el mes de agosto en lo referente a la participación de algunos equipos.

### Participantes
A pesar de la iniciativa de Hanot, la falta de consolidación de la recién creada UEFA y la indiferencia de la FIFA en los momentos iniciales, hicieron que decidiera contactar directamente con los diferentes clubes más importantes de Europa en aquel momento. El Anderlecht y el Real Madrid fueron los que más apoyos dieron a este proyecto. En la primavera de 1955, Hanot se reunió con representantes de los clubes que apoyaron la idea y conformaron por votación el primer Comité Directivo, constituido por las siguientes personalidades: Presidente, Ernsts Bedrignans (Francia), representaba a la Federación Francesa de Fútbol; primer Vicepresidente, Santiago Bernabeu, presidente del Real Madrid (España); Segundo Vicepresidente, Gustav Sebes, subsecretario de deportes de Hungría y vicepresidente de la UEFA. Bernabéu representó a España, Portugal e Italia en el comité y que Sebes representó a Hungría, Checoslovaquia, Yugoslavia y Austria. Los otros miembros fueron: J. Battersby (Inglaterra), que representó a Inglaterra, Escocia, Suecia y Dinamarca; Eugen KelIer (Sarre), que representó al Protectorado del Sarre, Países Bajos y Bélgica; Jenses (Alemania) por su país y Plenalunga (Suiza) también a su nación.
El Anderlecht sugirió que los partidos se jugasen entre semana para no perjudicar a las diferentes ligas europeas. Tras la importancia que fue adquiriendo el proyecto, la UEFA decidió finalmente apoyarlo y organizarlo tras una reunión celebrada en junio con el requisito de que la palabra «Europa» no apareciese en el nombre de la competición y tras la intermediación de la FIFA. Debido a que no todos los clubes secundaron la idea de la competición, se pospuso el requisito inapelable de que participasen únicamente los campeones de los campeonatos nacionales para la edición siguiente. Para la primera edición la UEFA invitó a los dieciséis clubes finales en reconocimiento a su implicación para organizar este torneo.
De los territorios inscritos en la UEFA a la fecha, unos mostraron indiferencia con la iniciativa y rehusaron participar o les fue negado hacerlo por agentes extradeportivos o situaciones políticas. Así, hubo notables ausencias en la primera edición. Una de las más señaladas fue la del Chelsea Football Club, que dejó la competición a última hora instigado por The Football Association (FA); alegó que no era beneficiosa para el fútbol inglés y prefirió dar su apoyo a la Copa de Ciudades en Feria, por lo que la competición quedó sin representante inglés, pues hubo de ser reemplazado cuando ya estaba decidido su rival. Otra de ellas fue la del representante soviético, el Dinamo de Moscú, tanto por motivos de política exterior de la Unión Soviética como extradeportivos:

“The Soviet FA regretfully informs you that, due to the impossibility of holding international matches on russian soil during winter and because of the overloaded summer calendar, no russian team will be able to participate in the European Champions Club's Cup.”
“La Federación Soviética lamentablemente informa que, debido a la imposibilidad de celebrar partidos internacionales en suelo ruso durante el invierno y debido a la sobrecarga del calendario en verano, ningún equipo ruso será capaz de participar en la Copa de Clubes Campeones Europeos.”
Valentin Granatkin, presidente de la Federación de Fútbol de la Unión Soviética. Rusia. Abril de 1955.

A continuación se exponen los clubes que debieron haber participado por su condición de campeones y la lista final de participantes que estableció la UEFA tras la respuesta afirmativa a contender de las federaciones implicadas y, entre ellas, los equipos que apoyaron el proyecto y en la que, a la postre, acudieron únicamente ocho de los campeones de liga. El contratiempo por la escasa respuesta de los clubes dictaminó que fuese un consenso unánime de los participantes el que estableciese los emparejamientos eliminatorios.
| Equipos previstos a participar inicialmente |                                                     |
| Equipo                                      | Condición                                           |
| Real Madrid Club de Fútbol                  | Campeón de España                                   |
| Sport Lisboa e Benfica                      | Campeón de Portugal                                 |
| Budapest Honvéd Sport Egyesület             | Campeón de Hungría (Renunció participar)            |
| Hrvatski Nogometni Klub Hajduk Split        | Campeón de Yugoslavia                               |
| Football Club La Chaux-de-Fonds             | Campeón de Suiza                                    |
| First Vienna Football Club                  | Campeón de Austria                                  |
| Willem II Tilburg                           | Campeón de los Países Bajos                         |
| Associazione Calcio Milan                   | Campeón de Italia                                   |
| Rot-Weiss Essen                             | Campeón de Alemania                                 |
| Fußball-Club Saarbrücken                    | Campeón del Ptdo. del Sarre (Alemania)              |
| Århus Gymnastikforening                     | Campeón de Dinamarca                                |
| Stade de Reims                              | Campeón de Francia                                  |
| Centralny Wojskowy Klub Sportowy Warszawa   | Campeón de Polonia (Ocupó la plaza inglesa)         |
| Royal Sporting Club Anderlecht              | Campeón de Bélgica                                  |
| Djurgårdens Idrottsförening                 | Campeón de Suecia                                   |
| Aberdeen Football Club                      | Campeón de Escocia                                  |
| Chelsea Football Club                       | Campeón de Inglaterra (Renunció participar)         |
| Futbol'nyy Klub Dinamo Moskva               | Campeón de la Unión Soviética (Renunció participar) |
| Centralen Dom na Narodnata Armiya Sofiya    | Campeón de Bulgaria                                 |
| Tělovýchovná Jednota Spartak Sokolovo Praha | Campeón de Checoslovaquia                           |
| Turun Pyrkivä Jalkapallojaoston             | Campeón de Finlandia                                |
| Olympiakós Sýndesmos Filáthlo̱n Peiraió̱s     | Campeón de Grecia                                   |
| St. Patrick's Athletic Football Club        | Campeón de Irlanda                                  |
| Linfield Football Club                      | Campeón de Irlanda del Norte                        |
| Íþróttabandalag Akraness                    | Campeón de Islandia                                 |
| Stade Dudelange                             | Campeón de Luxemburgo                               |
| Futboll Klub Partizani Tiranë               | Campeón de Albania                                  |
| Larvik Turn & Idrettsforenin                | Campeón de Noruega                                  |
| Flamura Roșie Arad                          | Campeón de Rumanía                                  |

| Equipos invitados que aceptaron formar parte |                                        |
| Equipo                                       | Condición                              |
| Real Madrid Club de Fútbol                   | Campeón de España                      |
| Sporting Clube de Portugal                   | 3.er clasificado de Portugal           |
| Budapesti Vörös Lobogó Sport Egyesület       | 2.do clasificado de Hungría            |
| Fudbalski Klub Partizan                      | 5.º clasificado de Yugoslavia          |
| Servette Football Club Genève                | 6.º clasificado de Suiza               |
| Sportklub Rapid Wien                         | 3.er clasificado de Austria            |
| Philips Sport Vereniging                     | 3.er clasificado de los Países Bajos   |
| Associazione Calcio Milan                    | Campeón de Italia                      |
| Rot-Weiss Essen                              | Campeón de Alemania                    |
| Fußball-Club Saarbrücken                     | Campeón del Ptdo. del Sarre (Alemania) |
| Århus Gymnastikforening                      | Campeón de Dinamarca                   |
| Stade de Reims                               | Campeón de Francia                     |
| Warszawski Klub Sportowy Gwardia Warszawa    | 4.º clasificado de Polonia             |
| Royal Sporting Club Anderlecht               | Campeón de Bélgica                     |
| Djurgårdens Idrottsförening                  | Campeón de Suecia                      |
| Hibernian Football Club                      | 5.º clasificado de Escocia             |

## Fase final
El primer partido de la competición tuvo lugar el 4 de septiembre entre el S. C. Portugal y el F. K. Partizan y terminó con empate a tres goles en el Estadio Nacional de Lisboa; fue arbitrado por el colegiado francés Édouard Harzic ante 40 000 espectadores. El portugués João Baptista Martins fue el autor del primer gol de la competición y José Galaz el primer expulsado. Otro de los destacados fue Miloš Milutinović, máximo anotador con 8 goles.
Se registró un alto promedio goleador. Hubo dos partidos en los que se marcaron nueve goles.
Disputaron la final los dos mismos conjuntos que se disputaron la Copa Latina de 1955, una de las competiciones precursoras de la Copa de Europa que designaba al mejor equipo del sur de Europa, o de la Europa latina. Idéntico vencedor tuvieron ambos torneos, el Real Madrid C. F., que se proclamó dominador del fútbol europeo de clubes. Se decidió además que para las ediciones sucesivas la final se disputase en el estadio del club vencedor de la temporada anterior; sin embargo, hubo que desechar dicha norma tras la segunda edición al vencer consecutivamente el club madrileño las primeras cinco ediciones.[cita requerida]

### Eliminatorias
|  | Octavos de final                                                               | Octavos de final                                                               | Octavos de final                                                               | Octavos de final                                                               |   |                | Cuartos de final                                                                     | Cuartos de final                                                                     | Cuartos de final                                                                     | Cuartos de final                                                                     |  |                | Semifinales                                                            | Semifinales                                                            | Semifinales                                                            | Semifinales                                                            |  |                | Final                                       | Final                                       |  |
|  | 4 de sep. al 1 de nov. de 1955 (ida) 12 de oct. al 23 de nov. de 1955 (vuelta) | 4 de sep. al 1 de nov. de 1955 (ida) 12 de oct. al 23 de nov. de 1955 (vuelta) | 4 de sep. al 1 de nov. de 1955 (ida) 12 de oct. al 23 de nov. de 1955 (vuelta) | 4 de sep. al 1 de nov. de 1955 (ida) 12 de oct. al 23 de nov. de 1955 (vuelta) |   |                | 23 nov. de 1955 al 18 ene. de 1956 (ida) 28 nov. de 1955 al 12 feb. de 1956 (vuelta) | 23 nov. de 1955 al 18 ene. de 1956 (ida) 28 nov. de 1955 al 12 feb. de 1956 (vuelta) | 23 nov. de 1955 al 18 ene. de 1956 (ida) 28 nov. de 1955 al 12 feb. de 1956 (vuelta) | 23 nov. de 1955 al 18 ene. de 1956 (ida) 28 nov. de 1955 al 12 feb. de 1956 (vuelta) |  |                | 4 y 19 de abril de 1956 (ida) 18 de abril y 1 de mayo de 1956 (vuelta) | 4 y 19 de abril de 1956 (ida) 18 de abril y 1 de mayo de 1956 (vuelta) | 4 y 19 de abril de 1956 (ida) 18 de abril y 1 de mayo de 1956 (vuelta) | 4 y 19 de abril de 1956 (ida) 18 de abril y 1 de mayo de 1956 (vuelta) |  |                | 13 de junio de 1956 Parc des Princes, París | 13 de junio de 1956 Parc des Princes, París |  |
|  |                                                                                |                                                                                |                                                                                |                                                                                |   |                |                                                                                      |                                                                                      |                                                                                      |                                                                                      |  |                |                                                                        |                                                                        |                                                                        |                                                                        |  |                |                                             |                                             |  |
|  |                                                                                |                                                                                |                                                                                |                                                                                |   |                |                                                                                      |                                                                                      |                                                                                      |                                                                                      |  |                |                                                                        |                                                                        |                                                                        |                                                                        |  |                |                                             |                                             |  |
|  | Servette                                                                       | 0                                                                              | 0                                                                              | 0                                                                              |   |                |                                                                                      |                                                                                      |                                                                                      |                                                                                      |  |                |                                                                        |                                                                        |                                                                        |                                                                        |  |                |                                             |                                             |  |
|  | Servette                                                                       | 0                                                                              | 0                                                                              | 0                                                                              |   |                |                                                                                      |                                                                                      |                                                                                      |                                                                                      |  |                |                                                                        |                                                                        |                                                                        |                                                                        |  |                |                                             |                                             |  |
|  | Real Madrid                                                                    | 2                                                                              | 5                                                                              | 7                                                                              |   |                |                                                                                      |                                                                                      |                                                                                      |                                                                                      |  |                |                                                                        |                                                                        |                                                                        |                                                                        |  |                |                                             |                                             |  |
|  | Real Madrid                                                                    | 2                                                                              | 5                                                                              | 7                                                                              |   | Real Madrid    | 4                                                                                    | 0                                                                                    | 4                                                                                    |                                                                                      |  |                |                                                                        |                                                                        |                                                                        |                                                                        |  |                |                                             |                                             |  |
|  |                                                                                |                                                                                |                                                                                |                                                                                |   | Real Madrid    | 4                                                                                    | 0                                                                                    | 4                                                                                    |                                                                                      |  |                |                                                                        |                                                                        |                                                                        |                                                                        |  |                |                                             |                                             |  |
|  |                                                                                |                                                                                | Partizan de Belgrado                                                           | 0                                                                              | 3 | 3              |                                                                                      |                                                                                      |                                                                                      |                                                                                      |  |                |                                                                        |                                                                        |                                                                        |                                                                        |  |                |                                             |                                             |  |
|  | Sporting de Portugal                                                           | 3                                                                              | Partizan de Belgrado                                                           | 0                                                                              | 3 | 3              | 2                                                                                    | 5                                                                                    |                                                                                      |                                                                                      |  |                |                                                                        |                                                                        |                                                                        |                                                                        |  |                |                                             |                                             |  |
|  | Sporting de Portugal                                                           | 3                                                                              |                                                                                |                                                                                |   |                |                                                                                      |                                                                                      |                                                                                      |                                                                                      |  |                |                                                                        |                                                                        |                                                                        |                                                                        |  |                |                                             |                                             |  |
|  | Partizan de Belgrado                                                           | 3                                                                              | 5                                                                              | 8                                                                              |   |                |                                                                                      |                                                                                      |                                                                                      |                                                                                      |  |                |                                                                        |                                                                        |                                                                        |                                                                        |  |                |                                             |                                             |  |
|  | Partizan de Belgrado                                                           | 3                                                                              | 5                                                                              | 8                                                                              |   |                |                                                                                      |                                                                                      |                                                                                      |                                                                                      |  | Real Madrid    | 4                                                                      | 1                                                                      | 5                                                                      |                                                                        |  |                |                                             |                                             |  |
|  |                                                                                |                                                                                |                                                                                |                                                                                |   |                |                                                                                      |                                                                                      |                                                                                      |                                                                                      |  | Real Madrid    | 4                                                                      | 1                                                                      | 5                                                                      |                                                                        |  |                |                                             |                                             |  |
|  |                                                                                |                                                                                | Milan                                                                          | 2                                                                              | 2 | 4              |                                                                                      |                                                                                      |                                                                                      |                                                                                      |  |                |                                                                        |                                                                        |                                                                        |                                                                        |  |                |                                             |                                             |  |
|  | Rapid Viena                                                                    | 6                                                                              | Milan                                                                          | 2                                                                              | 2 | 4              | 0                                                                                    | 6                                                                                    |                                                                                      |                                                                                      |  |                |                                                                        |                                                                        |                                                                        |                                                                        |  |                |                                             |                                             |  |
|  | Rapid Viena                                                                    | 6                                                                              |                                                                                |                                                                                |   |                |                                                                                      |                                                                                      |                                                                                      |                                                                                      |  |                |                                                                        |                                                                        |                                                                        |                                                                        |  |                |                                             |                                             |  |
|  | PSV Eindhoven                                                                  | 1                                                                              | 1                                                                              | 2                                                                              |   |                |                                                                                      |                                                                                      |                                                                                      |                                                                                      |  |                |                                                                        |                                                                        |                                                                        |                                                                        |  |                |                                             |                                             |  |
|  | PSV Eindhoven                                                                  | 1                                                                              | 1                                                                              | 2                                                                              |   | Rapid Viena    | 1                                                                                    | 2                                                                                    | 3                                                                                    |                                                                                      |  |                |                                                                        |                                                                        |                                                                        |                                                                        |  |                |                                             |                                             |  |
|  |                                                                                |                                                                                |                                                                                |                                                                                |   | Rapid Viena    | 1                                                                                    | 2                                                                                    | 3                                                                                    |                                                                                      |  |                |                                                                        |                                                                        |                                                                        |                                                                        |  |                |                                             |                                             |  |
|  |                                                                                |                                                                                | Milan                                                                          | 1                                                                              | 7 | 8              |                                                                                      |                                                                                      |                                                                                      |                                                                                      |  |                |                                                                        |                                                                        |                                                                        |                                                                        |  |                |                                             |                                             |  |
|  | Milan                                                                          | 3                                                                              | Milan                                                                          | 1                                                                              | 7 | 8              | 4                                                                                    | 7                                                                                    |                                                                                      |                                                                                      |  |                |                                                                        |                                                                        |                                                                        |                                                                        |  |                |                                             |                                             |  |
|  | Milan                                                                          | 3                                                                              |                                                                                |                                                                                |   |                |                                                                                      |                                                                                      |                                                                                      |                                                                                      |  |                |                                                                        |                                                                        |                                                                        |                                                                        |  |                |                                             |                                             |  |
|  | Saarbrücken                                                                    | 4                                                                              | 1                                                                              | 5                                                                              |   |                |                                                                                      |                                                                                      |                                                                                      |                                                                                      |  |                |                                                                        |                                                                        |                                                                        |                                                                        |  |                |                                             |                                             |  |
|  | Saarbrücken                                                                    | 4                                                                              | 1                                                                              | 5                                                                              |   |                |                                                                                      |                                                                                      |                                                                                      |                                                                                      |  |                |                                                                        |                                                                        |                                                                        |                                                                        |  | Stade de Reims | 3                                           |                                             |  |
|  |                                                                                |                                                                                |                                                                                |                                                                                |   |                |                                                                                      |                                                                                      |                                                                                      |                                                                                      |  |                |                                                                        |                                                                        |                                                                        |                                                                        |  | Stade de Reims | 3                                           |                                             |  |
|  |                                                                                |                                                                                | Real Madrid                                                                    | 4                                                                              |   |                |                                                                                      |                                                                                      |                                                                                      |                                                                                      |  |                |                                                                        |                                                                        |                                                                        |                                                                        |  |                |                                             |                                             |  |
|  | Århus                                                                          | 0                                                                              | Real Madrid                                                                    | 4                                                                              | 2 | 2              |                                                                                      |                                                                                      |                                                                                      |                                                                                      |  |                |                                                                        |                                                                        |                                                                        |                                                                        |  |                |                                             |                                             |  |
|  | Århus                                                                          | 0                                                                              |                                                                                |                                                                                |   |                |                                                                                      |                                                                                      |                                                                                      |                                                                                      |  |                |                                                                        |                                                                        |                                                                        |                                                                        |  |                |                                             |                                             |  |
|  | Stade de Reims                                                                 | 2                                                                              | 2                                                                              | 4                                                                              |   |                |                                                                                      |                                                                                      |                                                                                      |                                                                                      |  |                |                                                                        |                                                                        |                                                                        |                                                                        |  |                |                                             |                                             |  |
|  | Stade de Reims                                                                 | 2                                                                              | 2                                                                              | 4                                                                              |   | Stade de Reims | 4                                                                                    | 4                                                                                    | 8                                                                                    |                                                                                      |  |                |                                                                        |                                                                        |                                                                        |                                                                        |  |                |                                             |                                             |  |
|  |                                                                                |                                                                                |                                                                                |                                                                                |   | Stade de Reims | 4                                                                                    | 4                                                                                    | 8                                                                                    |                                                                                      |  |                |                                                                        |                                                                        |                                                                        |                                                                        |  |                |                                             |                                             |  |
|  |                                                                                |                                                                                | Vörös Lobogó                                                                   | 2                                                                              | 4 | 6              |                                                                                      |                                                                                      |                                                                                      |                                                                                      |  |                |                                                                        |                                                                        |                                                                        |                                                                        |  |                |                                             |                                             |  |
|  | Vörös Lobogó                                                                   | 6                                                                              | Vörös Lobogó                                                                   | 2                                                                              | 4 | 6              | 4                                                                                    | 10                                                                                   |                                                                                      |                                                                                      |  |                |                                                                        |                                                                        |                                                                        |                                                                        |  |                |                                             |                                             |  |
|  | Vörös Lobogó                                                                   | 6                                                                              |                                                                                |                                                                                |   |                |                                                                                      |                                                                                      |                                                                                      |                                                                                      |  |                |                                                                        |                                                                        |                                                                        |                                                                        |  |                |                                             |                                             |  |
|  | Anderlecht                                                                     | 3                                                                              | 1                                                                              | 4                                                                              |   |                |                                                                                      |                                                                                      |                                                                                      |                                                                                      |  |                |                                                                        |                                                                        |                                                                        |                                                                        |  |                |                                             |                                             |  |
|  | Anderlecht                                                                     | 3                                                                              | 1                                                                              | 4                                                                              |   |                |                                                                                      |                                                                                      |                                                                                      |                                                                                      |  | Stade de Reims | 2                                                                      | 1                                                                      | 3                                                                      |                                                                        |  |                |                                             |                                             |  |
|  |                                                                                |                                                                                |                                                                                |                                                                                |   |                |                                                                                      |                                                                                      |                                                                                      |                                                                                      |  | Stade de Reims | 2                                                                      | 1                                                                      | 3                                                                      |                                                                        |  |                |                                             |                                             |  |
|  |                                                                                |                                                                                | Hibernian                                                                      | 0                                                                              | 0 | 0              |                                                                                      |                                                                                      |                                                                                      |                                                                                      |  |                |                                                                        |                                                                        |                                                                        |                                                                        |  |                |                                             |                                             |  |
|  | Djurgårdens                                                                    | 0                                                                              | Hibernian                                                                      | 0                                                                              | 0 | 0              | 4                                                                                    | 4                                                                                    |                                                                                      |                                                                                      |  |                |                                                                        |                                                                        |                                                                        |                                                                        |  |                |                                             |                                             |  |
|  | Djurgårdens                                                                    | 0                                                                              |                                                                                |                                                                                |   |                |                                                                                      |                                                                                      |                                                                                      |                                                                                      |  |                |                                                                        |                                                                        |                                                                        |                                                                        |  |                |                                             |                                             |  |
|  | Gwardia Varsovia                                                               | 0                                                                              | 1                                                                              | 1                                                                              |   |                |                                                                                      |                                                                                      |                                                                                      |                                                                                      |  |                |                                                                        |                                                                        |                                                                        |                                                                        |  |                |                                             |                                             |  |
|  | Gwardia Varsovia                                                               | 0                                                                              | 1                                                                              | 1                                                                              |   | Djurgårdens    | 1                                                                                    | 0                                                                                    | 1                                                                                    |                                                                                      |  |                |                                                                        |                                                                        |                                                                        |                                                                        |  |                |                                             |                                             |  |
|  |                                                                                |                                                                                |                                                                                |                                                                                |   | Djurgårdens    | 1                                                                                    | 0                                                                                    | 1                                                                                    |                                                                                      |  |                |                                                                        |                                                                        |                                                                        |                                                                        |  |                |                                             |                                             |  |
|  |                                                                                |                                                                                | Hibernian                                                                      | 3                                                                              | 1 | 4              |                                                                                      |                                                                                      |                                                                                      |                                                                                      |  |                |                                                                        |                                                                        |                                                                        |                                                                        |  |                |                                             |                                             |  |
|  | Rot-Weiss Essen                                                                | 0                                                                              | Hibernian                                                                      | 3                                                                              | 1 | 4              | 1                                                                                    | 1                                                                                    |                                                                                      |                                                                                      |  |                |                                                                        |                                                                        |                                                                        |                                                                        |  |                |                                             |                                             |  |
|  | Rot-Weiss Essen                                                                | 0                                                                              |                                                                                |                                                                                |   |                |                                                                                      |                                                                                      |                                                                                      |                                                                                      |  |                |                                                                        |                                                                        |                                                                        |                                                                        |  |                |                                             |                                             |  |
|  | Hibernian                                                                      | 4                                                                              | 1                                                                              | 5                                                                              |   |                |                                                                                      |                                                                                      |                                                                                      |                                                                                      |  |                |                                                                        |                                                                        |                                                                        |                                                                        |  |                |                                             |                                             |  |
|  | Hibernian                                                                      | 4                                                                              | 1                                                                              | 5                                                                              |   |                |                                                                                      |                                                                                      |                                                                                      |                                                                                      |  |                |                                                                        |                                                                        |                                                                        |                                                                        |  |                |                                             |                                             |  |
|  |                                                                                |                                                                                |                                                                                |                                                                                |   |                |                                                                                      |                                                                                      |                                                                                      |                                                                                      |  |                |                                                                        |                                                                        |                                                                        |                                                                        |  |                |                                             |                                             |  |

### Octavos de final
Las eliminatorias se decidieron el 2 de abril de 1955 en París, aunque su conformación cambió con el pasar de los meses. El sorteo de ese día determinó los siguientes enfrentamientos:
- Real Madrid C. F. v Servette F. C.
- Chelsea Football Club v Djurgårdens I. F. (Chelsea se retiró y entró el W. K. S. Gwardia)
- F. K. Partizan v Sporting C. P.
- Honved v R. S. C. Anderlecht (Honved cedió su plaza al Vörös Lobogó S. E.)
- Stade de Reims v Boldklub (Boldklub cedió su plaza al Aarhus G. F.)
- S. K. Rapid Wien v Holland Sport (Holland Sport cedió su plaza al Philips S. V.)
- A. C. Milan v F. C. Saarbrücken
- Rot-Weiss Essen v Aberdeen Football Club (Aberdeen cedió su plaza al Hibernian F. C.)

| 4 de septiembre de 1955 | Sporting C. P.             | 3 - 3   | F. K. Partizan                  | Estadio Nacional, Lisboa,                               |                                                         |
|                         | Martins 14' 78' · Quim 65' | Reporte | Milutinović 45' 50' · Bobek 73' | Asistencia: 30.000 espectadores Árbitro(s): Dean Harzic | Asistencia: 30.000 espectadores Árbitro(s): Dean Harzic |

| 12 de octubre de 1955           | F. K. Partizan                          | 5 - 2   | Sporting C. P.  | Stadion Partizana, Belgrado                              |                                                          |
|                                 | Milutinović 15' 29' 64' 74' · Jocić 88' | Reporte | Brandão 49' 77' | Asistencia: 15.000 espectadores Árbitro(s): György Dankó | Asistencia: 15.000 espectadores Árbitro(s): György Dankó |
| Partizan gana 8:5 en el global. |                                         |         |                 |                                                          |                                                          |

| 7 de septiembre de 1955 | Vörös Lobogó S. E.                                               | 6 - 3   | R. S. C. Anderlecht                   | MTK Stadion, Budapest                                       |                                                             |
|                         | Szimcsák I 8' · Palotás 25' 59' 80' · Hidegkuti 28' · Sándor 83' | Reporte | Vanderwilt 7' · Van Den Bosch 39' 79' | Asistencia: 35.000 espectadores Árbitro(s): Friedrich Mayer | Asistencia: 35.000 espectadores Árbitro(s): Friedrich Mayer |

| 19 de octubre de 1955                | R. S. C. Anderlecht | 1 - 4   | Vörös Lobogó S. E.                                      | Stade Émile Versé, Anderlecht                                |                                                              |
|                                      | Van Den Bosch 38'   | Reporte | Hidegkuti 25' · Lantos 78' · Palotás 85' · Kovács I 86' | Asistencia: 33.000 espectadores Árbitro(s): Johan Bronkhorst | Asistencia: 33.000 espectadores Árbitro(s): Johan Bronkhorst |
| Vörös Lobogó gana 10:4 en el global. |                     |         |                                                         |                                                              |                                                              |

| 8 de septiembre de 1955 | Servette F. C. | 0 - 2   | Real Madrid C. F.    | Stade des Charmilles, Ginebra                              |                                                            |
|                         |                | Reporte | Muñoz 74' · Rial 89' | Asistencia: 7.000 espectadores Árbitro(s): Robert Sautelle | Asistencia: 7.000 espectadores Árbitro(s): Robert Sautelle |

| 12 de octubre de 1955              | Real Madrid C. F.                                         | 5 - 0   | Servette F. C. | Estadio Santiago Bernabéu, Madrid                          |                                                            |
|                                    | Di Stéfano 29' 61' · Joseíto 44' · Rial 46' · Molowny 54' | Reporte |                | Asistencia: 40.318 espectadores Árbitro(s): Riccardo Pieri | Asistencia: 40.318 espectadores Árbitro(s): Riccardo Pieri |
| Real Madrid gana 7:0 en el global. |                                                           |         |                |                                                            |                                                            |

| 14 de septiembre de 1955 | Rot-Weiss Essen | 0 - 4   | Hibernian F. C.                               | Georg-Melches-Stadion, Essen                                |                                                             |
|                          |                 | Reporte | Turnbull 35' 53' · L. Reilly 44' · Ormond 81' | Asistencia: 5.000 espectadores Árbitro(s): Johan Bronkhorst | Asistencia: 5.000 espectadores Árbitro(s): Johan Bronkhorst |

| 12 de octubre de 1955            | Hibernian F. C. | 1 - 1   | Rot-Weiss Essen | Easter Road Stadium, Edimburgo                           |                                                          |
|                                  | Buchanan 5'     | Reporte | Abromeit 47'    | Asistencia: 30.000 espectadores Árbitro(s): Arthur Ellis | Asistencia: 30.000 espectadores Árbitro(s): Arthur Ellis |
| Hibernian gana 5:1 en el global. |                 |         |                 |                                                          |                                                          |

| 20 de septiembre de 1955 | Djurgårdens I. F. | 0 - 0   | W. K. S. Gwardia | Stockholms Olympiastadion, Estocolmo                   |                                                        |
|                          |                   | Reporte |                  | Asistencia: 3.574 espectadores Árbitro(s): Jarl Hansen | Asistencia: 3.574 espectadores Árbitro(s): Jarl Hansen |

| 12 de octubre de 1955              | W. K. S. Gwardia | 1 - 4   | Djurgårdens I. F.                  | Stadion Wojska Polskiego, Varsovia                      |                                                         |
|                                    | Baszkiewicz 14'  | Reporte | Eriksson 5' 17' 22' · Sandberg 29' | Asistencia: 25.000 espectadores Árbitro(s): Dean Harzic | Asistencia: 25.000 espectadores Árbitro(s): Dean Harzic |
| Djurgårdens gana 4:1 en el global. |                  |         |                                    |                                                         |                                                         |

| 21 de septiembre de 1955 | Aarhus G. F. | 0 - 2   | Stade de Reims  | Idrætsparken, Copenague                                    |                                                            |
|                          |              | Reporte | Glovacki 7' 72' | Asistencia: 18.000 espectadores Árbitro(s): Klaas Schipper | Asistencia: 18.000 espectadores Árbitro(s): Klaas Schipper |

| 26 de octubre de 1955                 | Stade de Reims            | 2 - 2   | Aarhus G. F.                               | Stade Auguste Delaune, Reims                           |                                                        |
|                                       | Glovacki 47' · Bliard 60' | Reporte | Erik Bechmann Jensen 77' · Bjerregaard 83' | Asistencia: 5.845 espectadores Árbitro(s): Alfred Bond | Asistencia: 5.845 espectadores Árbitro(s): Alfred Bond |
| Stade de Reims gana 4:2 en el global. |                           |         |                                            |                                                        |                                                        |

| 21 de septiembre de 1955 | S. K. Rapid Wien                                                  | 6 - 1   | Philips S. V. | Pfarrwiese Stadion, Viena                                  |                                                            |
|                          | A. Körner 12' 62' 82' · Mehsarosch 55' · Hanappi 56' · Probst 60' | Reporte | Fransen 18'   | Asistencia: 10.000 espectadores Árbitro(s): Emil Schmetzer | Asistencia: 10.000 espectadores Árbitro(s): Emil Schmetzer |

| 1 de noviembre de 1955            | Philips S. V. | 1 - 0   | S. K. Rapid Wien | Philips Stadion, Eindhoven                              |                                                         |
|                                   | Fransen 9'    | Reporte |                  | Asistencia: 8.000 espectadores Árbitro(s): Aloïs Smidts | Asistencia: 8.000 espectadores Árbitro(s): Aloïs Smidts |
| Rapid Wien gana 6:2 en el global. |               |         |                  |                                                         |                                                         |

| 1 de noviembre de 1955 | A. C. Milan                                   | 3 - 4   | F. C. Saarbrücken                                    | Stadio San Siro, Milán                                       |                                                              |
|                        | Frignani 15' · Schiaffino 33' · Dal Monte 37' | Reporte | Krieger 5' · Philippi 43' · Schirra 67' · Martin 69' | Asistencia: 18.000 espectadores Árbitro(s): Gottfried Dienst | Asistencia: 18.000 espectadores Árbitro(s): Gottfried Dienst |

| 23 de noviembre de 1955      | F. C. Saarbrücken | 1 - 4   | A. C. Milan                           | Ludwigspark Stadion, Saarbrücken                           |                                                            |
|                              | Binkert 32'       | Reporte | Valli 8' 77' · Puff 75' · Beraldo 86' | Asistencia: 15.000 espectadores Árbitro(s): Klaas Schipper | Asistencia: 15.000 espectadores Árbitro(s): Klaas Schipper |
| Milan gana 7:5 en el global. |                   |         |                                       |                                                            |                                                            |

### Cuartos de final
El sorteo se desarrolló el 4 de noviembre de 1955 en Bruselas.
| 23 de noviembre de 1955 | Djurgårdens I. F. | 1 - 3   | Hibernian F. C.                        | Firhill Park, Glasgow                                    |                                                          |
|                         | Eklund 1'         | Reporte | Combe 18' · Mulkerrin 49' · Olsson 86' | Asistencia: 21.962 espectadores Árbitro(s): Arthur Ellis | Asistencia: 21.962 espectadores Árbitro(s): Arthur Ellis |

| 28 de noviembre de 1955          | Hibernian F. C. | 1 - 0   | Djurgårdens I. F. | Easter Road, Edimburgo                                   |                                                          |
|                                  | Turnbull 70'    | Reporte |                   | Asistencia: 31.346 espectadores Árbitro(s): Arthur Ellis | Asistencia: 31.346 espectadores Árbitro(s): Arthur Ellis |
| Hibernian gana 4:1 en el global. |                 |         |                   |                                                          |                                                          |

| 14 de diciembre de 1955 | Stade de Reims                              | 4 - 2   | Vörös Lobogó S. E.       | Parc des Princes, París                                      |                                                              |
|                         | Glovacki 14' · Leblond 33' 57' · Bliard 42' | Reporte | Szolnok 34' · Lantos 77' | Asistencia: 36.088 espectadores Árbitro(s): Gottfried Dienst | Asistencia: 36.088 espectadores Árbitro(s): Gottfried Dienst |

| 28 de diciembre de 1955               | Vörös Lobogó S. E.               | 4 - 4   | Stade de Reims                             | MTK Stadion, Budapest                                    |                                                          |
|                                       | Lantos 11' 74' · Palotás 53' 82' | Reporte | Glovacki 6' · Bliard 20' 44' · Templin 52' | Asistencia: 35.000 espectadores Árbitro(s): John Husband | Asistencia: 35.000 espectadores Árbitro(s): John Husband |
| Stade de Reims gana 8:6 en el global. |                                  |         |                                            |                                                          |                                                          |

| 25 de diciembre de 1955 | Real Madrid C. F.                            | 4 - 0   | F. K. Partizan | Santiago Bernabéu, Madrid                                |                                                          |
|                         | Castaño 12' 23' · Gento 36' · Di Stéfano 70' | Reporte |                | Asistencia: 105.532 espectadores Árbitro(s): Dean Harzic | Asistencia: 105.532 espectadores Árbitro(s): Dean Harzic |

| 29 de enero de 1956                | F. K. Partizan                       | 3 - 0   | Real Madrid C. F. | Estadio Partizan, Belgrado                              |                                                         |
|                                    | Milutinović 24' 87' · Mihajlović 46' | Reporte |                   | Asistencia: 40.000 espectadores Árbitro(s): Josef Gulde | Asistencia: 40.000 espectadores Árbitro(s): Josef Gulde |
| Real Madrid gana 4:3 en el global. |                                      |         |                   |                                                         |                                                         |

| 18 de enero de 1956 | S. K. Rapid Wien | 1 - 1   | A. C. Milan | Pfarrwiese Stadion, Viena                                  |                                                            |
|                     | A. Körner 26'    | Reporte | Nordahl 20' | Asistencia: 18.000 espectadores Árbitro(s): Jaroslav Vlček | Asistencia: 18.000 espectadores Árbitro(s): Jaroslav Vlček |

| 12 de febrero de 1956        | A. C. Milan                                                                     | 7 - 2   | S. K. Rapid Wien         | San Siro, Milán                                      |                                                      |
|                              | Mariani 15' · Nordahl 23' 50' · Ricagni 26' 63' · Frignani 56' · Schiaffino 75' | Reporte | Golobic 35' · Dienst 59' | Asistencia: 35.000 espectadores Árbitro(s): Leo Horn | Asistencia: 35.000 espectadores Árbitro(s): Leo Horn |
| Milan gana 8:3 en el global. |                                                                                 |         |                          |                                                      |                                                      |

### Semifinales
El sorteo se desarrolló el 22 de febrero de 1956 en París.
| 4 de abril de 1956 | Stade de Reims           | 2 - 0   | Hibernian F. C. | Parque de los Príncipes, París                                   |                                                                  |
|                    | Leblond 67' · Bliard 89' | Reporte |                 | Asistencia: 35.486 espectadores Árbitro(s): Manuel Asensi Martín | Asistencia: 35.486 espectadores Árbitro(s): Manuel Asensi Martín |

| 18 de abril de 1956                   | Hibernian F. C. | 0 - 1   | Stade de Reims | Easter Road, Edimburgo                                   |                                                          |
|                                       |                 | Reporte | Glovacki 57'   | Asistencia: 44.942 espectadores Árbitro(s): Arthur Ellis | Asistencia: 44.942 espectadores Árbitro(s): Arthur Ellis |
| Stade de Reims gana 3:0 en el global. |                 |         |                |                                                          |                                                          |

| 19 de abril de 1956 | Real Madrid C. F.                                        | 4 - 2   | A. C. Milan                 | Santiago Bernabéu, Madrid                                |                                                          |
|                     | Rial 6' · Joseíto 25' · Roque Olsen 40' · Di Stéfano 62' | Reporte | Nordahl 9' · Schiaffino 30' | Asistencia: 129.690 espectadores Árbitro(s): Dean Harzic | Asistencia: 129.690 espectadores Árbitro(s): Dean Harzic |

| 1 de mayo de 1956                  | A. C. Milan       | 2 - 1   | Real Madrid C. F. | San Siro, Milán                                           |                                                           |
|                                    | Dal Monte 69' 86' | Reporte | Joseíto 65'       | Asistencia: 40.000 espectadores Árbitro(s): Erich Steiner | Asistencia: 40.000 espectadores Árbitro(s): Erich Steiner |
| Real Madrid gana 5:4 en el global. |                   |         |                   |                                                           |                                                           |

## Final
| 1     | POR   | Juan Alonso        |  |
| 2     | DEF   | Rafael Lesmes      |  |
| 3     | DEF   | Marquitos Alonso   |  |
| 4     | DEF   | Ángel Atienza      |  |
| 5     | MED   | Miguel Muñoz       |  |
| 6     | MED   | José María Zárraga |  |
| 7     | DEL   | Héctor Rial        |  |
| 8     | DEL   | Ramón Marsal       |  |
| 9     | DEL   | Alfredo Di Stéfano |  |
| 10    | DEL   | Joseíto Iglesias   |  |
| 11    | DEL   | Paco Gento         |  |
| D. T. | D. T. | José Villalonga    |  |

| 1     | POR   | René Jacquet   |  |
| 2     | DEF   | Simon Zimny    |  |
| 3     | DEF   | Robert Jonquet |  |
| 4     | DEF   | Raoul Giraudo  |  |
| 5     | MED   | Michel Leblond |  |
| 6     | MED   | Robert Siatka  |  |
| 7     | DEL   | Michel Hidalgo |  |
| 8     | DEL   | Léon Glovacki  |  |
| 9     | DEL   | Raymond Kopa   |  |
| 10    | DEL   | René Bliard    |  |
| 11    | DEL   | Jean Templin   |  |
| D. T. | D. T. | Albert Batteux |  |

| 14' · 30' · 67' · 79' | Alfredo Di Stéfano Héctor Rial Marquitos Alonso Héctor Rial | 1:2 2:2 3:3 4:3 |

| 6' · 10' · 62' | Michel Leblond Jean Templin Michel Hidalgo | 0:1 0:2 2:3 |

| Principal  | Arthur Ellis |
| Asistentes | J. Parkinson |
|            | Tommy Cooper |

| 1     | POR   | Juan Alonso        |  |
| 2     | DEF   | Rafael Lesmes      |  |
| 3     | DEF   | Marquitos Alonso   |  |
| 4     | DEF   | Ángel Atienza      |  |
| 5     | MED   | Miguel Muñoz       |  |
| 6     | MED   | José María Zárraga |  |
| 7     | DEL   | Héctor Rial        |  |
| 8     | DEL   | Ramón Marsal       |  |
| 9     | DEL   | Alfredo Di Stéfano |  |
| 10    | DEL   | Joseíto Iglesias   |  |
| 11    | DEL   | Paco Gento         |  |
| D. T. | D. T. | José Villalonga    |  |

| 1     | POR   | René Jacquet   |  |
| 2     | DEF   | Simon Zimny    |  |
| 3     | DEF   | Robert Jonquet |  |
| 4     | DEF   | Raoul Giraudo  |  |
| 5     | MED   | Michel Leblond |  |
| 6     | MED   | Robert Siatka  |  |
| 7     | DEL   | Michel Hidalgo |  |
| 8     | DEL   | Léon Glovacki  |  |
| 9     | DEL   | Raymond Kopa   |  |
| 10    | DEL   | René Bliard    |  |
| 11    | DEL   | Jean Templin   |  |
| D. T. | D. T. | Albert Batteux |  |

| 14' · 30' · 67' · 79' | Alfredo Di Stéfano Héctor Rial Marquitos Alonso Héctor Rial | 1:2 2:2 3:3 4:3 |

| 6' · 10' · 62' | Michel Leblond Jean Templin Michel Hidalgo | 0:1 0:2 2:3 |

| Principal  | Arthur Ellis |
| Asistentes | J. Parkinson |
|            | Tommy Cooper |

| 1     | POR   | Juan Alonso        |  |
| 2     | DEF   | Rafael Lesmes      |  |
| 3     | DEF   | Marquitos Alonso   |  |
| 4     | DEF   | Ángel Atienza      |  |
| 5     | MED   | Miguel Muñoz       |  |
| 6     | MED   | José María Zárraga |  |
| 7     | DEL   | Héctor Rial        |  |
| 8     | DEL   | Ramón Marsal       |  |
| 9     | DEL   | Alfredo Di Stéfano |  |
| 10    | DEL   | Joseíto Iglesias   |  |
| 11    | DEL   | Paco Gento         |  |
| D. T. | D. T. | José Villalonga    |  |

| 1     | POR   | René Jacquet   |  |
| 2     | DEF   | Simon Zimny    |  |
| 3     | DEF   | Robert Jonquet |  |
| 4     | DEF   | Raoul Giraudo  |  |
| 5     | MED   | Michel Leblond |  |
| 6     | MED   | Robert Siatka  |  |
| 7     | DEL   | Michel Hidalgo |  |
| 8     | DEL   | Léon Glovacki  |  |
| 9     | DEL   | Raymond Kopa   |  |
| 10    | DEL   | René Bliard    |  |
| 11    | DEL   | Jean Templin   |  |
| D. T. | D. T. | Albert Batteux |  |

| 14' · 30' · 67' · 79' | Alfredo Di Stéfano Héctor Rial Marquitos Alonso Héctor Rial | 1:2 2:2 3:3 4:3 |

| 6' · 10' · 62' | Michel Leblond Jean Templin Michel Hidalgo | 0:1 0:2 2:3 |

| Principal  | Arthur Ellis |
| Asistentes | J. Parkinson |
|            | Tommy Cooper |

| 1     | POR   | Juan Alonso        |  |
| 2     | DEF   | Rafael Lesmes      |  |
| 3     | DEF   | Marquitos Alonso   |  |
| 4     | DEF   | Ángel Atienza      |  |
| 5     | MED   | Miguel Muñoz       |  |
| 6     | MED   | José María Zárraga |  |
| 7     | DEL   | Héctor Rial        |  |
| 8     | DEL   | Ramón Marsal       |  |
| 9     | DEL   | Alfredo Di Stéfano |  |
| 10    | DEL   | Joseíto Iglesias   |  |
| 11    | DEL   | Paco Gento         |  |
| D. T. | D. T. | José Villalonga    |  |

| 1     | POR   | René Jacquet   |  |
| 2     | DEF   | Simon Zimny    |  |
| 3     | DEF   | Robert Jonquet |  |
| 4     | DEF   | Raoul Giraudo  |  |
| 5     | MED   | Michel Leblond |  |
| 6     | MED   | Robert Siatka  |  |
| 7     | DEL   | Michel Hidalgo |  |
| 8     | DEL   | Léon Glovacki  |  |
| 9     | DEL   | Raymond Kopa   |  |
| 10    | DEL   | René Bliard    |  |
| 11    | DEL   | Jean Templin   |  |
| D. T. | D. T. | Albert Batteux |  |

| 14' · 30' · 67' · 79' | Alfredo Di Stéfano Héctor Rial Marquitos Alonso Héctor Rial | 1:2 2:2 3:3 4:3 |

| 6' · 10' · 62' | Michel Leblond Jean Templin Michel Hidalgo | 0:1 0:2 2:3 |

| Principal  | Arthur Ellis |
| Asistentes | J. Parkinson |
|            | Tommy Cooper |

|                                       |
|                                       |
| Campeón Real Madrid C. F. 1.er título |

## Estadísticas

### Tabla de rendimiento
| Pos | Club                         | Temporadas | Puntos | PJ | PG | PE | PP | GF | GC | Dif. | Rend.  | Títulos | % Éxito 1 | % Éxito 2 |
| --- | ---------------------------- | ---------- | ------ | -- | -- | -- | -- | -- | -- | ---- | ------ | ------- | --------- | --------- |
| 1   | Real Madrid C. F.            | 1          | 10     | 7  | 5  | 0  | 2  | 20 | 10 | +10  | 71.4 % | 1       | 100       | 100       |
| 2   | Stade de Reims               | 1          | 10     | 7  | 4  | 2  | 1  | 18 | 12 | +6   | 71.4 % | —       | 0.00      | 0.00      |
| 3   | A. C. Milan                  | 1          | 7      | 6  | 3  | 1  | 2  | 19 | 13 | +6   | 50.0 % | —       | 0.00      | 0.00      |
| 4   | Hibernian F. C.              | 1          | 7      | 6  | 3  | 1  | 2  | 9  | 5  | +4   | 50.0 % | —       | 0.00      | 0.00      |
| 5   | Budapesti Vörös Lobogó S. E. | 1          | 5      | 4  | 2  | 1  | 1  | 16 | 12 | +4   | 35.7 % | —       | 0.00      | 0.00      |
| 6   | F. K. Partizan               | 1          | 5      | 4  | 2  | 1  | 1  | 11 | 9  | +2   | 35.7 % | —       | 0.00      | 0.00      |
| 7   | Djurgårdens I. F.            | 1          | 3      | 4  | 1  | 1  | 2  | 5  | 5  | 0    | 21.4 % | —       | 0.00      | 0.00      |
| 8   | S. K. Rapid Wien             | 1          | 3      | 4  | 1  | 1  | 2  | 9  | 10 | -1   | 21.4 % | —       | 0.00      | 0.00      |
| 9   | F. C. Saarbrücken            | 1          | 2      | 2  | 1  | 0  | 1  | 5  | 7  | -2   | 14.3 % | —       | 0.00      | 0.00      |
| 10  | Philips S. V.                | 1          | 2      | 2  | 1  | 0  | 1  | 2  | 6  | -4   | 14.3 % | —       | 0.00      | 0.00      |
| 11  | Århus G. F.                  | 1          | 1      | 2  | 0  | 1  | 1  | 0  | 2  | -2   | 7.14 % | —       | 0.00      | 0.00      |
| 12  | S. C. Portugal               | 1          | 1      | 2  | 0  | 1  | 1  | 2  | 5  | -3   | 7.14 % | —       | 0.00      | 0.00      |
| 13  | W. K. S. Gwardia Warszawa    | 1          | 1      | 2  | 0  | 1  | 1  | 1  | 4  | -3   | 7.14 % | —       | 0.00      | 0.00      |
| 14  | Rot-Weiss Essen              | 1          | 1      | 2  | 0  | 1  | 1  | 1  | 5  | -4   | 7.14 % | —       | 0.00      | 0.00      |
| 15  | R. S. C. Anderlecht          | 1          | 0      | 2  | 0  | 0  | 2  | 4  | 10 | -6   | 0.00 % | —       | 0.00      | 0.00      |
| 16  | Servette F. C. Genève        | 1          | 0      | 2  | 0  | 0  | 2  | 0  | 7  | -7   | 0.00 % | —       | 0.00      | 0.00      |

### Tabla histórica de goleadores
El yugoslavo Miloš Milutinović se convirtió en el primer goleador de la competición al anotar ocho goles en cuatro partidos, con un promedio de dos goles por partido, seguido del húngaro Péter Palotás y el francés Léon Glovacki ambos con seis goles.
Cabe destacar a los argentinos Alfredo Di Stéfano y Héctor Rial —este nacionalizado español— por ser los máximos goleadores del equipo vencedor con cinco goles cada uno en los siete partidos disputados.
Nota: Nombres y banderas de equipos en la época.
| \| Pos. \| Jugador \| G. \| Part. \| Prom. \| \| Club \| \| ---- \| ----------------------- \| -- \| ----- \| ----- \| \| ---------------------------- \| \| 1 \| Miloš Milutinović \| 8 \| 4 \| 2.00 \| \| F. K. Partizan \| \| 2 \| Péter Palotás \| 6 \| 4 \| 1.50 \| \| Budapesti Vörös Lobogó S. E. \| \| 3 \| Léon Glovacki \| 6 \| 7 \| 0.86 \| \| Stade de Reims \| \| 4 \| René Bliard \| 5 \| 7 \| 0.71 \| \| Stade de Reims \| \| 5 \| Alfredo Di Stéfano \| 5 \| 7 \| 0.71 \| \| Real Madrid C. F. \| \| 6 \| Héctor Rial \| 5 \| 7 \| 0.71 \| \| Real Madrid C. F. \| \| 7 \| Alfred Körner \| 4 \| 3 \| 1.33 \| \| S. K. Rapid Wien \| \| 8 \| Mihály Lantos \| 4 \| 4 \| 1.00 \| \| Budapesti Vörös Lobogó S. E. \| \| 9 \| Gunnar Nordahl \| 4 \| 5 \| 0.80 \| \| A. C. Milan \| \| 10 \| Michel Leblond \| 4 \| 6 \| 0.67 \| \| Stade de Reims \| \| 11 \| Hippolyte Van Den Bosch \| 3 \| 2 \| 1.50 \| \| R. S. C. Anderlecht \| \| 12 \| John Eriksson \| 3 \| 3 \| 1.00 \| \| Djurgårdens I. F. \| \| 13 \| Joseíto Iglesias \| 3 \| 4 \| 0.75 \| \| Real Madrid C. F. \| \| 14 \| Giorgio Dal Monte \| 3 \| 5 \| 0.60 \| \| A. C. Milan \| \| 15 \| Eddie Turnbull \| 3 \| 5 \| 0.60 \| \| Hibernian F. C. \| \| 16 \| Juan Alberto Schiaffino \| 3 \| 6 \| 0.50 \| \| A. C. Milan \| Actualizado a fin de torneo. |                         |    |       |       |  |                              |
| Pos. | Jugador                 | G. | Part. | Prom. |  | Club                         |
| 1 | Miloš Milutinović       | 8  | 4     | 2.00  |  | F. K. Partizan               |
| 2 | Péter Palotás           | 6  | 4     | 1.50  |  | Budapesti Vörös Lobogó S. E. |
| 3 | Léon Glovacki           | 6  | 7     | 0.86  |  | Stade de Reims               |
| 4 | René Bliard             | 5  | 7     | 0.71  |  | Stade de Reims               |
| 5 | Alfredo Di Stéfano      | 5  | 7     | 0.71  |  | Real Madrid C. F.            |
| 6 | Héctor Rial             | 5  | 7     | 0.71  |  | Real Madrid C. F.            |
| 7 | Alfred Körner           | 4  | 3     | 1.33  |  | S. K. Rapid Wien             |
| 8 | Mihály Lantos           | 4  | 4     | 1.00  |  | Budapesti Vörös Lobogó S. E. |
| 9 | Gunnar Nordahl          | 4  | 5     | 0.80  |  | A. C. Milan                  |
| 10 | Michel Leblond          | 4  | 6     | 0.67  |  | Stade de Reims               |
| 11 | Hippolyte Van Den Bosch | 3  | 2     | 1.50  |  | R. S. C. Anderlecht          |
| 12 | John Eriksson           | 3  | 3     | 1.00  |  | Djurgårdens I. F.            |
| 13 | Joseíto Iglesias        | 3  | 4     | 0.75  |  | Real Madrid C. F.            |
| 14 | Giorgio Dal Monte       | 3  | 5     | 0.60  |  | A. C. Milan                  |
| 15 | Eddie Turnbull          | 3  | 5     | 0.60  |  | Hibernian F. C.              |
| 16 | Juan Alberto Schiaffino | 3  | 6     | 0.50  |  | A. C. Milan                  |